# Argostemma grandiflorum
Argostemma grandiflorum är en måreväxtart som beskrevs av Henry Nicholas Ridley. Argostemma grandiflorum ingår i släktet Argostemma och familjen måreväxter.

## Underarter
Arten delas in i följande underarter:
- A. g. grandiflorum
- A. g. lammii